# ロコ・シミッチ
ロコ・シミッチ（Roko Šimić、2003年9月10日 - ）は、イタリア・ミラノ出身のクロアチア人サッカー選手。KVコルトレイク所属。ポジションはFW。

## クラブ経歴
2020年8月16日、NKロコモティヴァ・ザグレブに所属していたシミッチは、この日のNKディナモ・ザグレブとのリーグ戦でプロデビューを果たしたが、0-6で大敗した。
2021年7月17日、レッドブル・ザルツブルクに移籍し、3年契約を交わした。移籍金は400万ユーロであり、当時のロコモティヴァ・ザグレブの最高額であったアトレティコ・マドリードへのイヴォ・グルビッチの売却額を上回って、クラブ歴代最高額の移籍金となった。移籍後は、ザルツブルクのBチームであるFCリーフェリングに登録され、同年7月30日、SKNザンクト・ペルテンとの試合でデビューした。2021年10月20日、UEFAチャンピオンズリーグのVfLヴォルフスブルク戦にてトップチームデビューを果たした。
2023年1月5日、スーパーリーグのFCチューリッヒに2022-23シーズン終了までレンタル移籍することが決定した。チューリッヒでは、リーグ戦16試合に出場して4得点1アシストを記録した。
20224年8月30日、カーディフ・シティFCに4年契約で移籍した。2日後にKVコルトレイクへのレンタル移籍が発表された。

## 人物
父親は元クロアチア代表のダリオ・シミッチ。ダリオがACミランに在籍していた時にロコはミラノで生まれた。

## 個人成績
2023年6月4日現在
| クラブ                   | シーズン     | リーグ         | リーグ | リーグ | 国内カップ | 国内カップ | 国際カップ | 国際カップ | 通算 | 通算 |
| クラブ                   | シーズン     | ディヴィジョン | 出場   | 得点   | 出場       | 得点       | 出場       | 得点       | 出場 | 得点 |
| ------------------------ | ------------ | -------------- | ------ | ------ | ---------- | ---------- | ---------- | ---------- | ---- | ---- |
| ロコモティヴァ・ザグレブ | 2020-21      | プルヴァHNL    | 25     | 3      | 1          | 1          | 0          | 0          | 26   | 4    |
| レッドブル・ザルツブルク | 2021-22      | ブンデスリーガ | 1      | 0      | 1          | 0          | 1          | 0          | 3    | 0    |
| レッドブル・ザルツブルク | 2022-23      | ブンデスリーガ | 9      | 0      | 2          | 1          | 2          | 0          | 13   | 1    |
| レッドブル・ザルツブルク | クラブ通算   | クラブ通算     | 10     | 0      | 3          | 1          | 3          | 0          | 16   | 1    |
| リーフェリング (loan)    | 2021-22      | 2.リーガ       | 24     | 19     | 0          | 0          | -          | -          | 24   | 19   |
| チューリッヒ (loan)      | 2022-23      | スーパーリーグ | 16     | 4      | 0          | 0          | -          | -          | 16   | 4    |
| キャリア通算             | キャリア通算 | キャリア通算   | 76     | 26     | 4          | 1          | 3          | 0          | 83   | 28   |